# 天纪一
天紀一（ξ CrB）是在北天星座北冕座的一對聯星系統。它是肉眼可見的，綜合視星等為4.85。基於從地球上看每年偏移17.78mas的視差 ，它距離太陽約183光年。
截至 2009 年，該聯星對的角距離為91MAS，位置角為139.4°。較亮的成員，主星Aa，是一顆演化的K型巨星，恆星分類為K0 III。它是一顆紅群聚恆星，通過氦融合在其核心產生能量。估計這顆恆星的質量是太陽質量的2.36倍，並且已經膨脹到太陽半徑的8倍。它在4,853K的有效溫度下，從其光球輻射的光度是太陽光度的36倍。